# 泉元礼
泉 元礼（泉元禮、せん げんれい、生年不詳 - 537年）は、西魏の軍人。本貫は上庸郡豊陽県。

## 経歴
泉企の子として生まれた。若くして弓射や乗馬を好み、草書や隷書に熟達していて、士君子の風があった。奉朝請・洛州別駕を初任とした。員外散騎侍郎・洛州大中正を経て、員外散騎常侍・安東将軍・持節・都督に進み、臨洮県伯の爵位を受けた。征東将軍・金紫光禄大夫に進み、散騎常侍の位を加えられた。537年（大統3年）、洛州が陥落すると、元礼は父とともに東魏へと連行されたが、道中に逃亡した。ときに杜窋が東魏の洛州刺史となっていたが、洛州の巴人は杜窋を軽侮し、泉氏を重んじていた。元礼は洛州に入ると、弟の泉仲遵と合流し、在地の豪族たちと結託した。洛州の人々は州城の上洛を襲い、杜窋を斬り、長安にその首級を送った。元礼は西魏の朝廷により衛将軍・車騎大将軍の号を受け、世襲洛州刺史とされた。宇文泰に従って沙苑の戦いに参加し、流れ矢に当たって戦没した。
子の泉貞が後を嗣ぎ、官は儀同三司に上った。

## 伝記資料
- 『周書』巻44 列伝第36
- 『北史』巻66 列伝第54